# Nina Bovensiepen
Nina Bovensiepen (* 1972 in Hamburg) ist eine deutsche Journalistin.

## Leben
Bovensiepen absolvierte nach ihrem Abitur zunächst eine Lehre und studierte dann von 1994 bis 1998 Betriebswirtschaftslehre an der Ludwig-Maximilians-Universität München. Nach Volontariat 1999 bis 2000 bei der Süddeutsche Zeitung (SZ) arbeitete sie bis 2004 zunächst in der Wirtschaftsredaktion der SZ, dann bis 2008 als Korrespondentin in den Parlamentsredaktionen von SZ und Der Spiegel.
2009 begann Bovensiepen zusammen mit Leo Kirch an dessen Biographie zu arbeiten. Kirch hatte allerdings noch vor seinem Tod 2011 entschieden, diese solle erst erscheinen, wenn die Prozesse gegen die Deutsche Bank endlich abgeschlossen wären.
Nach drei Jahren freiberuflicher Tätigkeit kehrte Bovensiepen im Februar 2012 zur SZ zurück, wo sie im Ressort „München, Region und Bayern“ für die Seite „Thema des Tages“ zuständig war. Von 2013 bis 2020 leitete sie dieses größte Ressort der Süddeutschen Zeitung. Seit 2020 arbeitet sie im Ressort Investigative Recherche.